# José Luis Moreno
José Luis Rodríguez Moreno (Madrid, 16 d'abril de 1947) és un empresari conegut per ser ventríloc i pels seus xous amb ninots. Va donar vida als ninots Monchito, Macario i Rockefeller. Va deixar de treballar com a ventríloc per dedicar-se a produir programes de varietats, com Noche de fiesta i sèries com Aquí no hay quien viva, La que se avecina, Escenas de matrimonio i Aquí me las den todas. El 2017 va dirigir i produir la sèrie Reinas a càrrec de TVE i el 2020 va començar la gravació de Resplandor y tinieblas, una ficció sobre Francesc d'Assís.
El 29 de juny de 2021 va ser detingut, en l'anomenada Operació Titella, per presumptament liderar una organització criminal relacionada amb el narcotràfic a nivell internacional per estafar i blanquejar els seus beneficis, després d'haver estat inclòs entre els grans deutors d'Hisenda. Als dos dies, i després d'haver-se acollit al seu dret de no declarar davant del jutge, l'empresari quedava en llibertat sota fiança de tres milions d'euros.

## Biografia
És fill d'un important creador de marionetes, Natalio Rodríguez López "Talio",1 que als setanta tenia a TVE un espai infantil de guinyol anomenat La família de l'àvia Cleta. Segons una entrevista, José Luis Moreno es va introduir al món de la música a l'adolescència, arribant a assolir l'èxit com a cantant d'òpera. És nebot del gran ventríloc salmantí Wenceslao Moreno, conegut com a "Senyor Wences", germà de la seva mare, Josefa Moreno Centeno. El Senyor Wences va ser un dels més coneguts artistes del gènere als Estats Units, i el més longeu (va morir als 103 anys).

## Cursa artística
Va ser ventríloc amb ninots que ell es va fer a casa dels seus pares a Vicálvaro. Va saltar llavors al món de l'espectacle i de la producció televisiva, amb les seves actuacions de ventríloc "José Luis Moreno i els seus ninots", posant veu als personatges de Monchito, Macario i Rockefeller; aquest darrer, un corb cínic i apolític, va arribar a ser un autèntic fenomen social a Itàlia. Després de més d'una dècada d'enorme popularitat amb ells, aniria perdent auge per un canvi en els gustos majoritaris, i va optar oportunament per deixar d'actuar i centrar-se en la faceta després de les bambolines, com a productor i director de musicals a televisió i teatres; sorprenentment també ha fet ràdio.
Al llarg dels anys ha organitzat gales, espectacles puntuals o sèries a diferents cadenes espanyoles com TVE, Antena 3 i Telecinco, i diverses autonòmiques, i ha aconseguit saltar a l'estranger amb altres com la RAI (El País: "José Luis Moreno i el seu ninot 'Rockefeller' aconsegueixen la màxima popularitat a Itàlia"). Els seus anys com a presentador i director de programes musicals coincideixen amb l'enlairament de múltiples estrelles del pop i rock, dels quals es considera "descobridor" o "impulsor" per al públic espanyol. És el cas del grup Europe. També s'atreveix a presentar Cicciolina a la televisió, amb un nu integral. De la mateixa manera, convida els seus programes a un planter recurrent de cantants melòdics i veterans, com Nana Moskouri, Mireille Mathieu.
Crea el 1988 la productora Miramón Mendi, que és parcialment adquirida en un 15% per Telecinco, es diu que per neutralitzar l'èxit d'Aquí no hi ha qui visqui, que era emesa per un altre canal televisiu rival, Antena 3.
És conegut que va vetar als seus programes famoses artistes com Juanita Reina i es comentava que abans d'accedir a ser entrevistat posava sempre una condició: prohibia terminantment que es faci qualsevol pregunta relacionada amb la seva anterior professió de ventríloc, justament la que el va catapultar a la fama. Tot i això, amb motiu d'una entrevista televisiva per a Bertín Osborne va accedir a parlar dels seus ninots i fins i tot els va mostrar.

## Assalt a la seva residència
El desembre de 2007 sis atracadors albanokosovars van assaltar la residència de José Luis Moreno a Boadilla del Monte. En aquell moment, Moreno era a l'habitatge amb alguns familiars i personal de servei. Els assaltants van voler obrir les caixes fortes de Moreno, però aquest es va negar a donar-los el codi d'obertura i s'hi va enfrontar rebent un cop al cap amb una destral. El capitost dels agressors va ser detingut a Albània i extradit a Espanya, on va quedar a disposició del jutjat d'Alcobendas, que el va posar en llibertat per un "error judicial".

## Incidents amb la Justícia
El 22 de gener de 1999 el despreniment d'una cornisa al Teatre Calderón, del qual Moreno era arrendatari, va provocar la mort d'una jove. En el procediment consegüent Moreno va al·legar dos informes previs a l'accident on denunciava el mal estat de l'edifici. En la sentència, la seva responsabilitat en el cas va quedar limitada a una falta.
El 2013, durant el judici a l'extresorer del Partit Popular, Luis Bárcenas va declarar haver rebut el 1999 diverses aportacions d'un milió de pessetes en diner negre al Partit Popular per part de Moreno.
Després de ser involucrat al Cas Palma Arena per desavinences amb un antic col·laborador, el cas es va arxivar per falta de proves i després que el denunciant reconegués haver-se equivocat i haver actuat de manera rancorosa i injusta.
El 29 de juny de 2021 va ser detingut, en l'anomenada Operació Titella, per presumptament liderar una organització criminal relacionada amb el narcotràfic a nivell internacional per estafar i blanquejar els seus beneficis, després d'haver estat inclòs entre els grans deutors a Hisenda. A els dos dies, i després d'haver-se acollit al seu dret de no declarar davant del jutge, Moreno va quedar en llibertat sota fiança de tres milions d'euros.